# Diplôme de premier cycle économique
Le diplôme de premier cycle économique (DPCE), inscrit au niveau III du RNCP (actuel niveau 5), a été délivré par le Conservatoire national des arts et métiers (CNAM) jusqu'en 2008. 

## Historique
Ce diplôme a été homologué au niveau III (Bac+2) par arrêté du 08 avril 1981 et publié au Journal officiel de la République française du 10 avril 1981. Ce diplôme a été homologué jusqu'au 31 décembre 2006 pour les diplômes de DPCE du CNAM dont l’inscription de la spécialité a été demandée au RNCP et au 31 décembre 2007 pour les non-inscrits. Il était prévu de ne plus délivrer le DPCE du CNAM (et les diplômes CNAM de Diplôme de premier cycle) à partir de la fin 2009 , mais les statistiques du ministère de l'éducation nationale montrent que les derniers diplômes du DPCE du CNAM ont été délivrés en 2008  en tant que diplômes d'établissement.

## Cursus de formation
Les cours sont ceux de l'enseignement supérieur, il sanctionne 3 à 4 années d'études après un niveau Bac.
Le diplôme s'obtient par la capitalisation d'Unités de Valeurs (U.V.) organisées en cours et/ou travaux pratiques.
Chaque unité d'enseignement donne lieu à un contrôle des connaissances, soit par un examen annuel, soit par la combinaison : examen annuel - contrôle continu. Après succès aux examens (note >= 10/20), des attestations des valeurs ou demi-valeurs pour les unités acquises sont établies.

## Conditions d'obtention
Conditions d'obtention du DPCE  :
- Avoir 21 ans minimum,
- Avoir acquis toutes les U.V. prévues (généralement 7 à 8 de cycle A),
- Remplir les conditions d'expérience professionnelle,
- L'auditeur ne doit pas avoir été dispensé de plus de 5 U.V.(Unité de Valeur).

Expérience professionnelle requise , :
- Si l'activité professionnelle de niveau satisfaisant correspond à la spécialité du diplôme préparé, la durée minimale requise est de 2 ans à temps plein. Si l'activité professionnelle ne correspond pas en nature et niveau à la spécialité du diplôme préparé, la durée minimale requise est de 2 ans à temps plein.
- Si l’expérience professionnelle est inexistante ou insuffisante, la personne devra faire un stage de 3 à 6 mois dans la spécialité pour obtenir son diplôme. En l'absence de ce stage, la demande de diplôme sera refusée et il ne sera délivré qu’une attestation des valeurs obtenues.
- Pour être sûr de satisfaire aux exigences d’expérience professionnelle, tout dossier doit être validé par le service scolarité du Centre Régional ou le Centre d’Enseignement des Arts et Métiers.

Niveau d'études recommandé : 
- Niveau Bac

## Les différentes spécialités du DPCE
- Économie et gestion
  - Options Organisation ou Sociologie du travail ou Economie internationale contemporaine

## Modification consécutive à la réforme LMD (Licence-Master-Doctorat)
Aujourd’hui, et depuis la réforme LMD, certaines spécialités du DPCE sont remplacées par des diplômes de licence et de master. D'autres spécialités du DPCE ont été remplacées par des « Titres Professionnels » ou « Titres RNCP ». Ces titres inscrits au RNCP sont homologués par l’État qui  reconnait ainsi la dimension professionnelle du diplôme et le sérieux de l’institution qui le prépare. Cette homologation permet aussi au diplôme d'être reconnu sur l'ensemble du territoire national, dans les différentes conventions collectives et par la plupart des concours administratifs,,.

## Privilèges ou dispenses accordés aux titulaires du DPCE pour les concours ou études
- Par arrêté du 25 août 1969, le diplôme du DPCE est dans la liste des titres admis en dispense du baccalauréat de l'enseignement du second degré en vue de l'inscription dans les universités pour des études économiques[11].